# (34403) 2000 RP85
2000 RP85 (asteroide 34403) é um asteroide da cintura principal. Possui uma excentricidade de 0.10586020 e uma inclinação de 2.79514º.
Este asteroide foi descoberto no dia 2 de setembro de 2000 por LONEOS em Anderson Mesa.